# Blestium
Blestium (v Antoninovském itineráři pod jménem Blestio) byl vojenský tábor a centrum výroby železa v římské provincii Britannia Superior, části provincie Británie. Ležela na místě dnešního Monmouthu ve východním Walesu, na soutoku řek Monnow a Wye.
Jediná zmínka Blestiu v římských pramenech je právě v Antoninovském itineráři, soupisu římských posádek a cest mezi nimi, dle tradice vděčícímu za svůj vznik císaři Antoninovi Piovi, ale pravděpodobně vzniklému až z popudu císaře Caracally ve třetím století. Podle itineráře leželo Blestio na silnici z Isca Silurum (dnešní Caerleon) do Calleva Atrebatum (dnešní Silchester). Nacházelo se přitom na půl cesty mezi pevností Burrium (dnešní Usk) a střediskem výroby železa Ariconiem (pravděpodobně dnešní Weston under Penyard blízko města Ross-on-Wye). Je možné, že jméno pevnosti mělo svůj původ v řeckém slově βλαστός – blastos, které znamená výhonek.

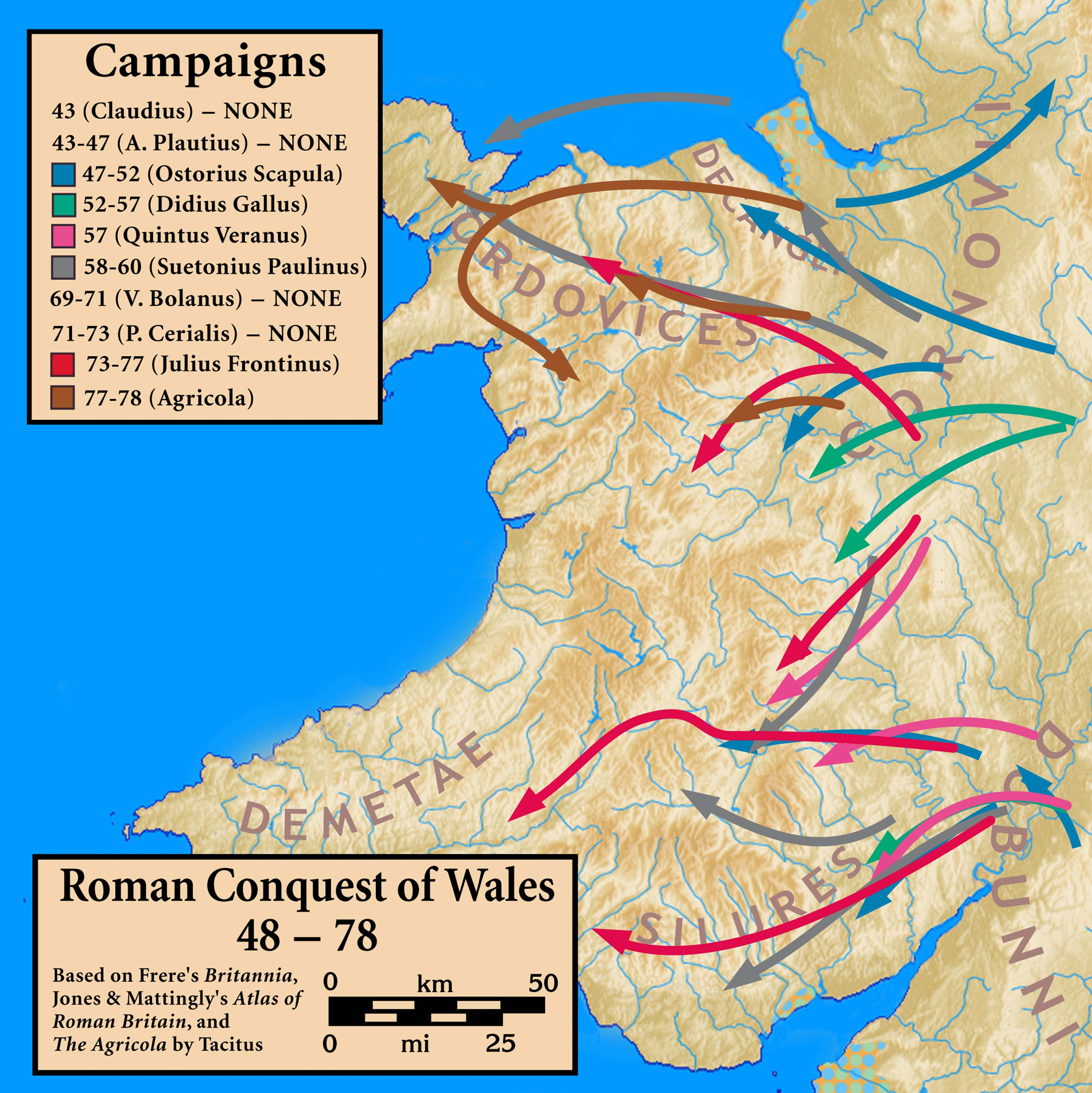
Dobývání Walesu Římany: Tažení, při kterém bylo postaveno Blestium, odpovídá modré nebo zelené šipce na jihovýchodě

Obecně se předpokládá, že zde byla založena pevnost za Nerona respektive před nástupem Flaviovské dynastie, pravděpodobně před rokem 55 našeho letopočtu, což by ji dělalo nejstarší římskou pevností na území Walesu. Pevnost pravděpodobně založil Publius Ostorius Scapula nebo jeho následník Aulus Didius Gallus během prvních římských výprav proti Silurům na jihovýchodě Walesu. Invazní síly vystavěly řadu pomocných pevnůstek v údolí řeky Monnow, která sahala až do středního Walesu, a také postoupily k Usku, kde založily Burrium. Silurové proti Římanům vedli poměrně úspěšnou partyzánskou válku zhruba třicet let, než je porazily síly vedené Sextem Juliem Frontinem. Předpokládá se, že na počátku bylo osádkou v Blestiu zhruba dva tisíce vojáků.
Až donedávna se našlo v Monmouthu jen několik málo dokladů římské přítomnosti. První z příkopů pevnosti našla Monmouthská archeologická společnost přímo v centru Monmouthu, u Monnow Street. Vykopávky v roce 2010 na Agincourt Square odhalily kosti a hrnčířské výrobky, což se zdá potvrzovat existenci pevnosti. Je zde také dostatek dokladů o výrobě železa v době, kdy byla oblast ovládána Římem. Výroba probíhala z místních zdrojů železné rudy a potřebné dřevěné uhlí bylo vyráběno z místních lesů. Mezi důkazy o výrobě patří struska nalezená jak v samotném historickém Monmouthu, tak také v Overmonnow. Blízko řeky byly vykopány také kamenné budovy pravděpodobně užívané v druhém a třetím století k výrobě železa. Z toho, že zde byly nalezeny mince především z období třetího a čtvrtého století se usuzuje, že zde bylo trvající osídlení.
Dnes je Blestiu věnována modrá cedule na naučné stezce Monmouth Heritage Trail. Cedule je připevněna na domě z konce osmnáctého století v Monnow Street, který dnes užívá banka Lloyds.